# سفیدکوه (نکا)
سفیدکوه (اسپه کوه)، روستایی است از توابع بخش هزارجریب شهرستان نکا در استان مازندران ایران.

## جمعیت
این روستا در دهستان استخرپشت قرار دارد و براساس سرشماری مرکز آمار ایران در سال ۱۳۸۵، جمعیت آن ۱۰۴ نفر (۲۷خانوار) بوده است.
روستای سفیدکوه در کیلومتر ۶۸ شهر نکا در منطقه ییلاقی و خوش آب و هوای هزار جریب واقع شده است. این روستا از شمال به روستای کچپ محله از شرق متصل به روستای ارم از غرب به روستای رودبار محله و از سمت جنوب به جنگل‌های هیرکانی متصل می‌باشد.
حفظ آداب و رسوم و آیین‌های سنتی از جمله نوروز باستانی به عنوان میراث معنوی دغدغه‌های اصلی اهالی این روستا می‌باشد.
آلبوم اسپه کوه اثر دکتر ایوب برزگرنژاد در وصف حال روستای سفیدکوه سروده شده است.